# Pennahia
Pennahia – rodzaj ryb z rodziny kulbinowatych (Sciaenidae).

## Klasyfikacja
Gatunki zaliczane do tego rodzaju:
- Pennahia anea
- Pennahia argentata
- Pennahia macrocephalus
- Pennahia ovata
- Pennahia pawak